# شهرستان بناب
شهرستان بُناب یکی از شهرستان‌های استان آذربایجان شرقی و مرکز این شهرستان، بناب است. پیشینهٔ آثار تاریخی کشف‌شده در ارتفاعات جنوبی گورستان‌های قره‌قشون به سده‌های هشتم و نهم هجری می‌رسد و نشانگر رونق و آبادانی بناب در عصر صفویان است.. از روستاهای سر سبز و تاریخی این شهرستان می‌توان روستای صور و غارهای تو در توی آن، روستای پلکانی توتاخانه، سد روستای دوش، کمپ گردشگری قره قشون، موزه مردم‌شناسی جنوب سهند، موزه صفویه (خانه سیف العلما)، حمام تاریخی حاج فتح‌الله، مسجد زیبای مهرآباد، مسجد میدانَ مسجد کبود، مسجد زرگران و آثار تاریخی و تفریحی زیادی که در این شهر وجود دارد.
ساکنان شهرستان بناب پیرو دین اسلام و مذهب شیعهٔ دوازده‌ امامی‌اند. در ضمن این شهرستان مهاجرپذیر است.

## تاریخچهٔ بناب
بر اساس نشانه‌ها و آثار شناخته شده در شهر بناب، قدمت تاریخ و تمدن این شهر به شش هزار سال پیش می‌رسد این محل به جهت آب و هوای معتدل و بارندگی‌های سالیانه و زمین‌های مسطح و هموار و قرار گرفتن اراضی در دامنه‌های سهند و سواحل دریاچه ارومیه محلی مناسب برای اسکان بشر بوده‌است. آثار به دست آمده از حفاری‌های قره تپه گزاوشت و قیزلار قلعه سی (قلعه دختران) که یکی از نود و سه تپه باستانی می‌باشند و همچنین وجود سی و شش غار مربوط به یکدیگر (معماری صخره‌ای صور) که نشانگر زندگی‌های دسته جمعی در دوران ماقبل تاریخ است. همچنین کشف آثار قدیمی مانند ظروف سفالین، فلزی و نشانه‌های تمدن شهری تا عمق چند متری زمین، این سابقه طولانی را تأیید می‌کند.

## پیش از اسلام
دیاکونوف با استفاده از مندرجات الواح آشوری از وجود یک پادشاهی نیمه‌مستقل به نام اوئیش‌دیش یا «ویش‌دیش» در سدهٔ هشتم قبل از میلاد در حدود ناحیهٔ بناب کنونی و در جوار قلمرو دولت ماننا و تحت نفوذ آن خبر داده‌است. اما هیچ نشانه‌ای از قرارگاه و مرکز این دولت محلی باستانی در دست نیست.
در سال ۳۶ پیش از میلاد، مارک آنتونی، سردار روم پایتخت آتروپاتکان، شهری به نام «فراعته» یا «فراسپا» را که دارای استحکامات تدافعی خوبی بوده‌است محاصره کرده بوده‌است که در نهایت مغلوب مقاومت آتروپات‌ها و پارتیان شد و عقب‌نشینی کرد. شهر نام‌برده به احتمال زیاد روستای چلقایی در شهرستان بناب کنونی بوده‌است. 
برای مطالعهٔ تاریخچه و پیشینهٔ بناب به صورت نسبتاً کامل به صفحهٔ پیشینه بناب مراجعه کنید.
حصار شهر بناب مربوط به دوران‌های تاریخی پس از اسلام است و در بناب، کوی سعدی واقع شده و این اثر در تاریخ ۲۵ اسفند ۱۳۷۹ با شمارهٔ ثبت ۳۳۱۸ به‌عنوان یکی از آثار ملی ایران به ثبت رسیده‌است. این اثر تاریخی به بهانه شکایت همسایگان از دیواری که درست در مرکز شهر (کوی سعدی) واقع شده بود تخریب گردید.

## نام‌گذاری
در لغت‌نامهٔ دهخدا، فرهنگ فارسی معین، و فرهنگ عمید واژهٔ بناب به معنی «قعر آب» و «ته آب» آمده‌است؛ لغتنامهٔ دهخدا دو توضیح دارد که یکی می‌گوید آنجایی که جریان آب در آن به پایان رسد، و دیگری می‌گوید آغاز و منبع آب.

## جایگاه
شهرستان بناب در دامنه کوه سهند و در جلگه‌ای حاصل خیز واقع شده‌است. این شهرستان از سمت شمال به شهرستان عجب شیر، از سمت جنوب به شهرستان ملکان، از سمت شرق به مراغه واقع در دامنه کوه سهند و از سمت غرب به دریاچه ارومیه محدود شده‌است.

## بناب از دیدگاه صنعتی
بناب با توجه به موقعیت جغرافیایی و پتانسیل‌های گوناگونی که دارد، پیشرفت چشمگیری از لحاظ صنعت داشته. از جملهٔ عواملی که در این امر تأثیر داشته‌اند می‌توان به وجود نیروگاه حرارتی تولید برق با توان تولید بالانیروگاه حرارتی سهند و شرکت مجتمع فولاد صنعت بناب در این شهر اشاره کرد. همچنین بناب به قطب جدید تولید فولاد و میلگرد در منطقه شمال غرب کشور تبدیل شده‌است.

### مجتمع فولاد صنعت بناب
مجتمع فولاد صنعت بناب یکی از بزرگ‌ترین تولیدکنندگان فولاد بخش خصوصی کشور در شهرک صنعتی بناب واقع شده‌است. این مجتمع باعث ایجاد اشتغال برای بیش از ۱۰۰۰ نفر به‌طور مستقیم و برای چندهزار نفر دیگر به‌طور غیرمستقیم شده‌است. این درحالی است که پروژه‌های جدید این مجتمع نوید اشتغالزایی بیشتر در آینده را می‌دهد. محصولات این مجتمع که شامل انواع مقاطع فولادی می‌باشد در بازار داخلی و همچنین بازارهای خارجی ارائه می‌شود.

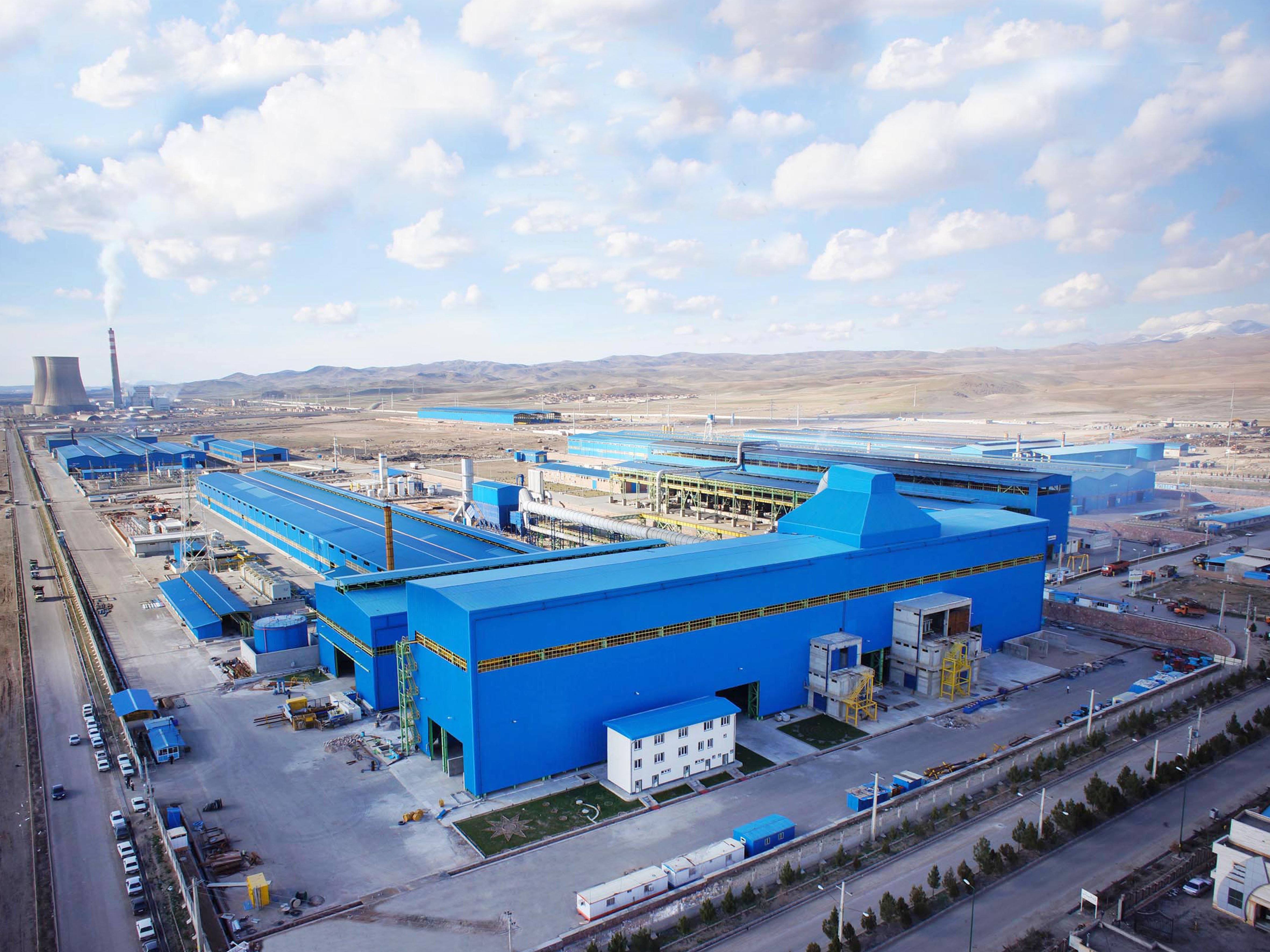
مجتمع فولاد صنعت بناب تولیدکننده انواع مقاطع فولادی

هلدینگ مجتمع فولاد صنعت بناب از چندین شرکت بزرگ فولادی در دو زیرمجموعه اصلی کارخانجات ذوب و نورد با هدف تولید انواع محصولات فولادی تشکیل شده‌است. این مجتمع با داشتن امکانات زیربنایی ایده‌آل اعم از دسترسی آسان به جاده اصلی، خط راه‌آهن، نیروگاه برق و خطوط اصلی انتقال گاز و آب، فعالیت خود را از اواخر سال ۱۳۸۳ در زمینی به مساحت ۱۴۰ هکتار آغاز نمود
اطلاعات بیشتر در مورد شرکت فولاد صنعت بناب را در سایت این شرکت مشاهده نمایید.

## مرکز تحقیقات اتمی بناب
شهرستان بناب دارای تنها مرکز تحقیقات هسته‌ای در شمال غرب کشور می‌باشد که لیزر یون آرگون ۱۰ برای نخستین بار در خاورمیانه در این مرکز تولید شد. خواندن خبر
شماری از فعالیت‌های این مرکز:
- ساخت و طراحی لیزر
- تولید تایروترون
- جوشکاری پیشرفته مواد فلزی به غیرفلز
- ساخت سنسورهای حرارتی
- ساخت تویپ اشعه x
- بهینه‌سازی سیستم لایه‌نشانی نایلون

## بناب از دیدگاه ورزشی
شهرستان بناب دارای پتانسیل‌های ورزشی بسیاری نیز می‌باشد. از جملهٔ این پتانسیل‌ها می‌توان به دارا بودن انواع زمین و پیست‌های ورزشی اشاره کرد، مانند سالن ورزشی سرپوشیدهٔ بزرگ و مجلل موجود در مجتمع ورزشی بناب که نقشهٔ ساخت آن از روی نقشهٔ ورزشگاه تیم بارسلونا برداشته شده به منظور برگزاری مسابقات والیبال، فوتسال، بسکتبال و… می‌باشد، یا مانند زمین برگزاری مسابقات والیبال ساحلی یا مانند پیست برگزاری مسابقات موتور سواری و سوارکاری.
- کسب مقام دوم بوکس در مسابقات بوکس کشور ترکیه توسط طلبه جوان مجتبی محمدزاده قشلاق و کسب مقام اول کشوری در استان‌های خوزستان، شیراز، آذربایجان شرقی، کردستان و کسب مقام اول در مسابقات آمادگی جسمانی ما بین حوزه‌های علمیه کشور در سال۱۳۹۱ و دریافت جایزه و حکم قهرمانی از طرف سازمان ورزش و جوانان کشور در مجتمع الغدیر تهران و…

همهٔ این پتانسیل‌ها باعث شده‌اند که مسابقاتی در سطح کشور نیز در این شهر برگزار شود. از جمله:
- مسابقات والیبال ساحلی قهرمانی کشور
- مسابقات فوتبال قهرمانی نوجوانان کشور
- مسابقات پینگ پنگ کشوری

## بناب شهر دوچرخه ایران
همایش بزرگ دوچرخه سواری در سال ۱۳۷۷ شمسی، توسط محمد میرزادوست، رئیس وقت اداره تربیت بدنی بناب و فرماندار پیشین بناب، بنیان‌گذاری شده‌است.
و با حضور۳۰۰۰۰دوچرخه سوار در شهرستان بناب برگزار می‌شود.
ودر پایان، جوایزی با قرعه کشی به شرکت کنندگان اهدا می‌گردد.
در این شهرستان، در هر خانه، حداقل یک دوچرخه وجود داشته و اغلب مردم با دوچرخه به محل کار خود می‌روند؛ و به دلیل داشتن خیابان‌های با شیب بسیار کم، برای دوچرخه سواری مناسب است.
ودر آینده نزدیک به ثبت ملی ایران خواهد رسید.

## آثار تاریخی
بناب دارای ۲۵ اثر تاریخی ثبت‌شده در فهرست آثار ملی ایران است که از این میان، ۸ اثر مورد حفاظت قرار گرفته‌است. از مهم‌ترین آثار تاریخی این شهر می‌توان به مسجد مهرآباد، حمام مهرآباد و مسجد میدان (گزاوشت) اشاره کرد. برخی از آثار تاریخی بناب عبارتند از:
- پل پنج‌چشمه:پل پنج چشمه بناب پلی است تاریخی به فاصله ۶۰۰ متر از ضلع شرقی جاده کمربندی شرق بناب بر روی رودخانه صافی که عرض آن در این قسمت به بیش از ۶۰ متر می‌رسد قرار گرفته‌است. این پل دارای پنج چشمه بطول ۵۰ متر و عرض ۸۰/۴ متر است. پایه‌ها سنگی و طاقها جناقی و با آجر چهارگوش بنا شده‌است. کف پل سنگ‌فرش و در طرفین دارای دست انداز آجری (جان پناه) به ارتفاع یک متر است. تعمیرات پل شامل مرمت پایه‌های سنگی - طاقهای آجری- بدنه‌های طرفین پل- صندوقه کردن و کف سازی روی پل که بعلت عبور کامیون‌های سنگین آسیب دیده بود به اتمام رسیده‌است.[۱۵]
- حصار تدافعی شهر
- حمام تاریخی حاج فتح‌الله (حاجی بدلی) که توسط حاج فتح‌الله حاجی بدلی به عنوان اولین حمام عمومی بناب تأسیس شد.
- حمام تاریخی مهرآباد (موزه مردم‌شناسی بناب، اولین موزه مردم‌شناسی استان آذربایجان شرقی)خواندن خبر
- خانهٔ تاریخی حاج‌علی بزاز
- خانهٔ تاریخی خسروشاهی
- خانهٔ تاریخی شیخ قاضی سیف‌العلما
- خانهٔ تاریخی نیک‌پی
- قلعهٔ دختر
- گورستان تاریخی زوارق
- مسجد اسماعیل‌بیگ
- مسجد جامع زاوشت
- مسجد جامع مهرآباد
- مسجد گوی
- معماری صخره‌ای اولین معماری صخره ای دارای زیست انسانی صور
- معماری روستای توته‌خانه
- راسته‌بازار[۱۶]

## زبان
- مردم شهرستان بناب به زبان ترکی آذربایجانی صحبت می‌کنند.

## پیش‌شماره تلفنی
پیش‌شماره تلفنی شهرستان بناب ۰۴۱ می‌باشد.

## فاصله تا سایر شهرستان‌ها
شهر بناب، مرکز شهرستان بناب، ۱۱۹ کیلومتری تبریز و۷۳۵کیلومتری شهر تهران پایتخت کشور واقع شده و ۲۰۰کیلومتر با ارومیه فاصله دارد.
این شهر در جنوب شهرستان عجب‌شیر و در غرب شهرستان مراغه و در شمال شهرستان ملکان واقع شده است

## نگارخانه

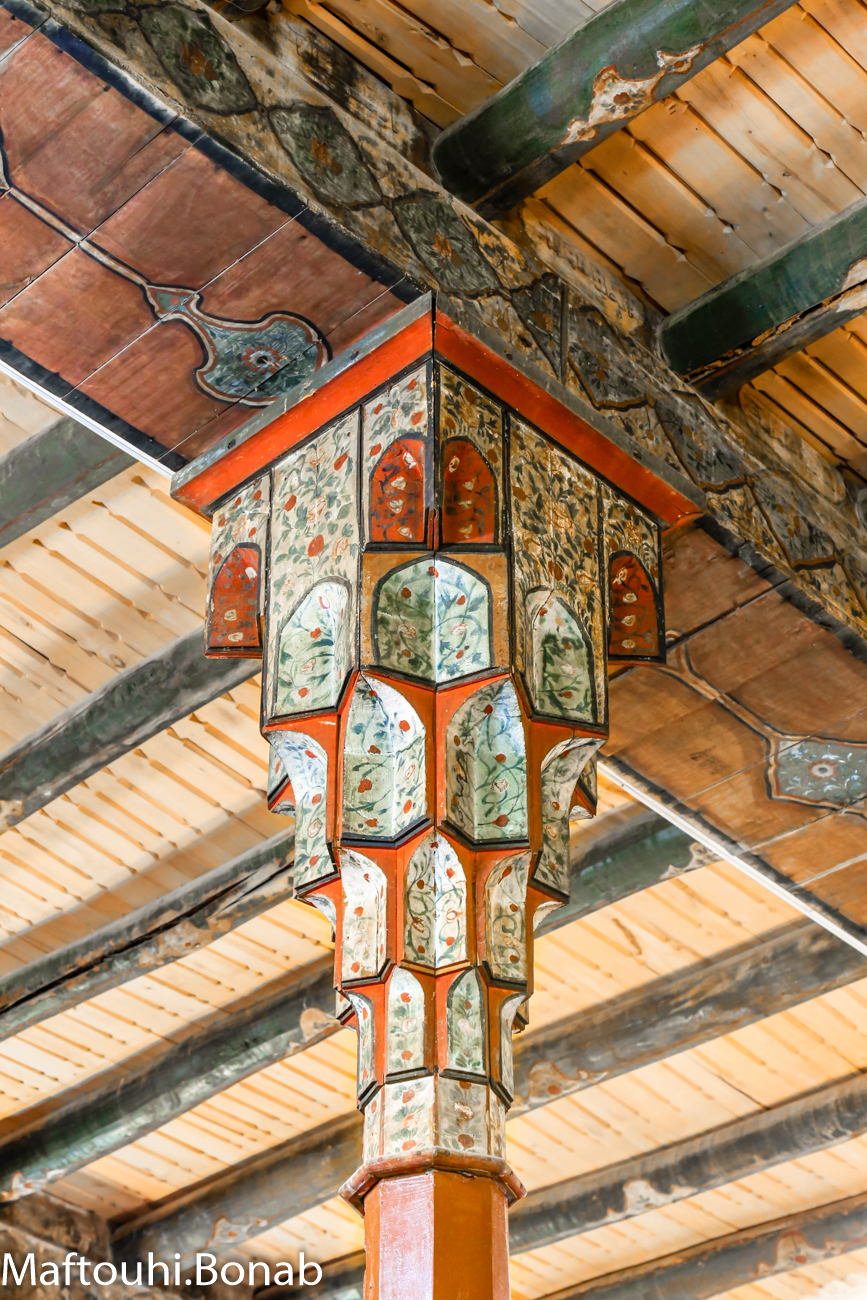

## روستاها

### روستاهای با جمعیت کم‌تر از ۱٬۰۰۰ نفر

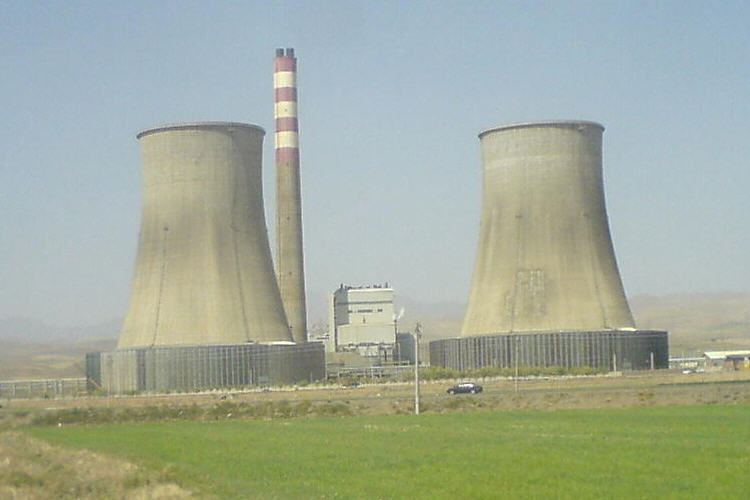

| ردیف | نام روستا        | دهستان          | جمعیت | رتبه در دهستان |
| ---- | ---------------- | --------------- | ----- | -------------- |
| ۱۸   | دوش              | بناجوی شمالی    | ۹۶۵   | ۵              |
| ۱۹   | ینگی‌کند خانه‌برق  | بناجوی غربی ۸۶۳ | ۱۳۰۰  | ۶              |
| ۲۰   | قشلاق خانه‌برق    | بناجوی غربی۱۵۰۸ | ۱۱۵۰  | ۷              |
| ۲۱   | قره‌قشلاق         | بناجوی غربی     | ۵۴۰   | ۱۱             |
| ۲۲   | توته‌خانه         | بناجوی شمالی    | ۵۲۹   | ۶              |
| ۲۳   | شورگل            | بناجوی شمالی    | ۵۱۶   | ۷              |
| ۲۴   | صور              | بناجوی شمالی    | ۳۵۰   | ۸              |
| ۲۵   | کوته‌مهر          | بناجوی غربی     | ۳۳۸   | ۱۲             |
| ۲۶   | حاجی‌مصیب         | بناجوی غربی     | ۱۰۲   | ۱۳             |
| ۲۷   | قره‌زکی           | بناجوی شمالی    | ۱۰۰   | ۹              |
| ۲۸   | قیماس‌خان         | بناجوی شمالی    | ۴۷    | ۱۰             |
| ۲۹   | خانه‌برق عیسی‌خانی | بناجوی غربی     | ۳۴    | ۱۴             |